# Der jüngste Tag (Gemälde)

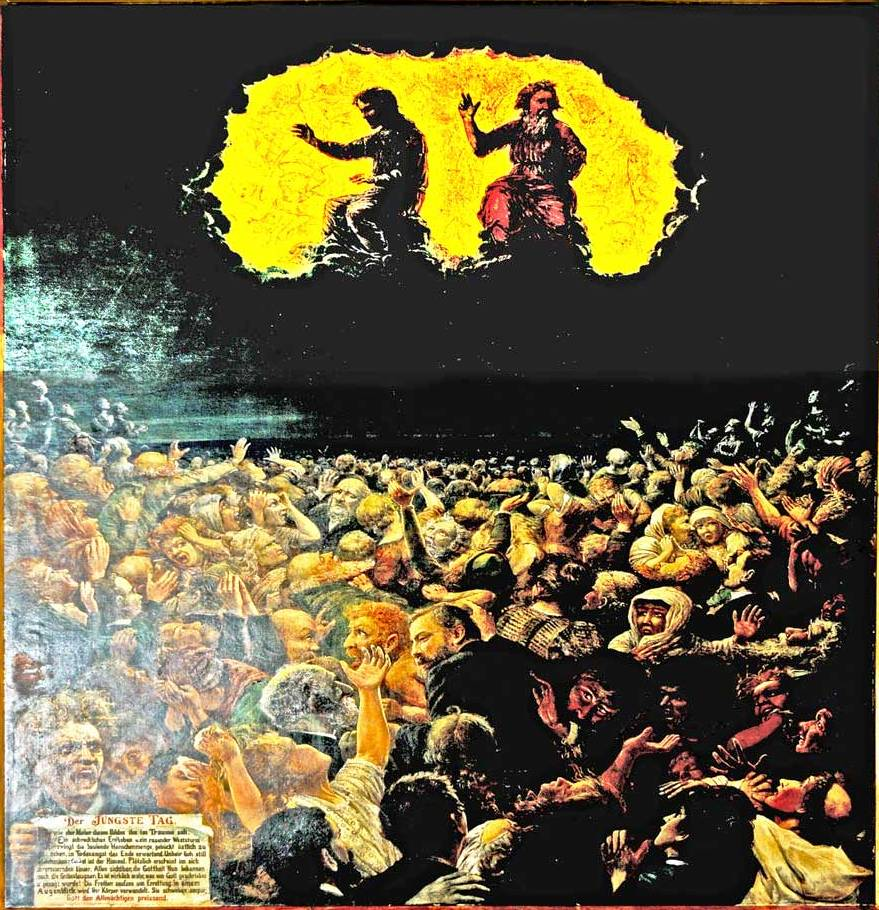
Gemälde "Der jüngste Tag", ganz

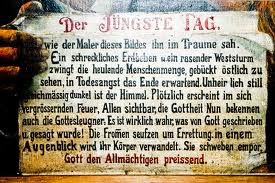
Gemälde "Der jüngste Tag", Text

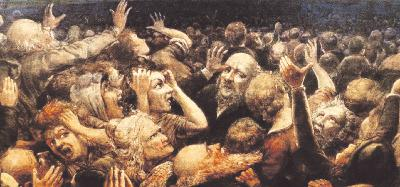
Gemälde "Der jüngste Tag", Ausschnitt

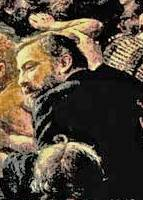
Selbstporträt des Ernst Bader

Der jüngste Tag ist ein Gemälde von E. Bader in der Georgskirche in Heilbronn-Horkheim.

## Geschichte
Das Gemälde wurde vor dem Ersten Weltkrieg gemalt und 1935 von der Witwe des Künstlers der Horkheimer Kirchengemeinde gestiftet. In der Nachkriegszeit wurde das Bild im Chor der Horkheimer Kirche aufgehängt. 1968 wurde es von einem Restaurator zusammen mit dem Rahmen restauriert.

## Beschreibung
Das 2,20 × 1,80 m große Gemälde zeigt in der linken unteren Bildecke einen Text mit der Überschrift. Das Kunstwerk gibt ein Bild wieder, wie es Bader im Traum sah. In der linken Bildecke ist eine Beschreibung des Künstlers zu lesen:

„Der JÜNGSTE TAG wie der Maler dieses Bild ihn im Traum sah. Ein schreckliches Erdbeben und ein rasender Weststurm zwingt die heulende Menschenmenge, gebückt östlich zu sehen, in Todesangst das Ende erwartend. Unheimlich still, gleichmäßig dunkel ist der Himmel. Plötzlich erscheint im sich vergrößernden Feuer, allen sichtbar, die Gottheit. Nun bekennen auch die Gottesleugner: Es ist wirklich wahr, was von Gott geschrieben und gesagt wurde! Die Frommen seufzen um Errettung, in einem Augenblick wird ihr Körper verwandelt. Sie schweben empor, Gott den Allmächtigen preisend. Ernst Bader“

Am Horizont erscheint in einem Rahmen die Dreieinigkeit.
Die zuschauende Menschenmenge ist zweigeteilt. Eine Seite wendet sich ab, während die andere Seite voller Hoffnung emporschaut. Das Bild rief in der Heilbronner Bevölkerung Empörung hervor, weil sich viele lebende Heilbronner in den lebenstreu gemalten Köpfen im unteren Teil des Gemäldes wiederfanden. Ernst Bader hat sich in den Köpfen selbst porträtiert, so ist er im unteren Drittel in der Mitte mit dem Kopf nach links abgewandt.

## Rezeption
Erwin Habold (* 11. November 1889; † 12. Februar 1969), Geometer, Oberstudienrat, Hobbyhistoriker und Lehrer an der Staufenbergschule beschrieb in seiner Festschrift zum Heimatfest der Gemeinde Horkheim 6., 7. und 8. Juli 1957 , wie die Menschengruppe angesichts des Weltenrichter voller Emotionen sind. Das Bild war sehr umstritten. So wurde die Aussage – eines kommenden überirdischen Gerichts – weder verstanden noch als zeitgemäß akzeptiert. Das Bild wurde auch als Pinselübung anhand italienischer Vorbilder missverstanden.
Die Aussage sei laut Habold, dass die Verantwortung für Unterlassung oder Handlungen, sowie für die Art des Lebens zu übernehmen. Dies stehe nicht im Widerspruch zur „Weltoffenheit“ und „Daseinsfreude“: „In dem weltoffenen Künstler Bader, der durch sein Schaffen die Daseinsfreuden seiner Auftraggeber zu beleben verstand, der in der Tiefe des Herzens der Glaube, der schon in der Kinderstube in ihn gelegt war, wachgeblieben, daß wir für unser Leben und unser Tun und Lassen dereinst Rechenschaft geben müssen. Die Erziehung der Kinderstube hat hier einen entsprechenden Ausdruck gefunden“.
Auch Helmut Schmolz beschreibt die gleiche Intention wie Habold:

„Natürlich kann man manches gegen das Bild einwenden, z. B. daß es unmöglich sei Gott so bildlich darzustellen. Aber das sind Äußerlichkeiten. Die Botschaft des Bildes kann trotzdem erhalten bleiben: Mensch, du bist verantwortlich für Dein Tun.“